# 6,7,4'-三羟基黄酮
6,7,4'-三羟基黄酮（缩写6,7,4'-THF）是一种天然的三羟基黄酮，分子式C15H10O5，存在于降香黄檀（学名：Dalbergia odorifera）的心材（中医学称为“降香”）中。